# 提耶
提耶（巴宰語：Apu tia），是台灣巴宰族神話中的創造女神，創造了世間萬物，並且命令包括祖神馬基維瓦蘇在內的幾位神祇前往人間。

## 神話
提耶是一位女神，早在世界誕生之前就存在於天空之上，當時人間還只是一塊貧瘠的大地，不僅甚麼都沒有、甚至沒有晝夜之分，因此提耶在看到地上的狀況後，命令馬基維瓦蘇下凡繁衍人類，而她則開始唸咒，創造出世界上第一個黎明，將日出的方向命名為東方（daiya），派塔馬丹（Dahamadan）和阿達瑪丹（Adamadan）統治那裡、又把東方的對面命名為西方（rahot），派希拉邦（Silabang）去統治（另外也有說法認為希拉邦也被派往東方），接著又在東方創造出桂竹，讓人類在生出孩子後可以用竹子切斷臍帶，接著她又為人類陸續製造出各種植物，世界就此開始運轉。